# کرنیتسا مورسکا
کرنیتسا مورسکا (به لاتین: Krynica Morska، تلفظ: [krɨˈɲit͡sa--ˈmɔrska]) یک شهرک در لهستان است که در استان پومرانی واقع شده‌است.

## خصوصیات
کرنیتسا مورسکا ۱۰۲٫۰۴ کیلومترمربع مساحت و ۱٬۳۷۱ نفر جمعیت دارد.